# Villa di Pompeo

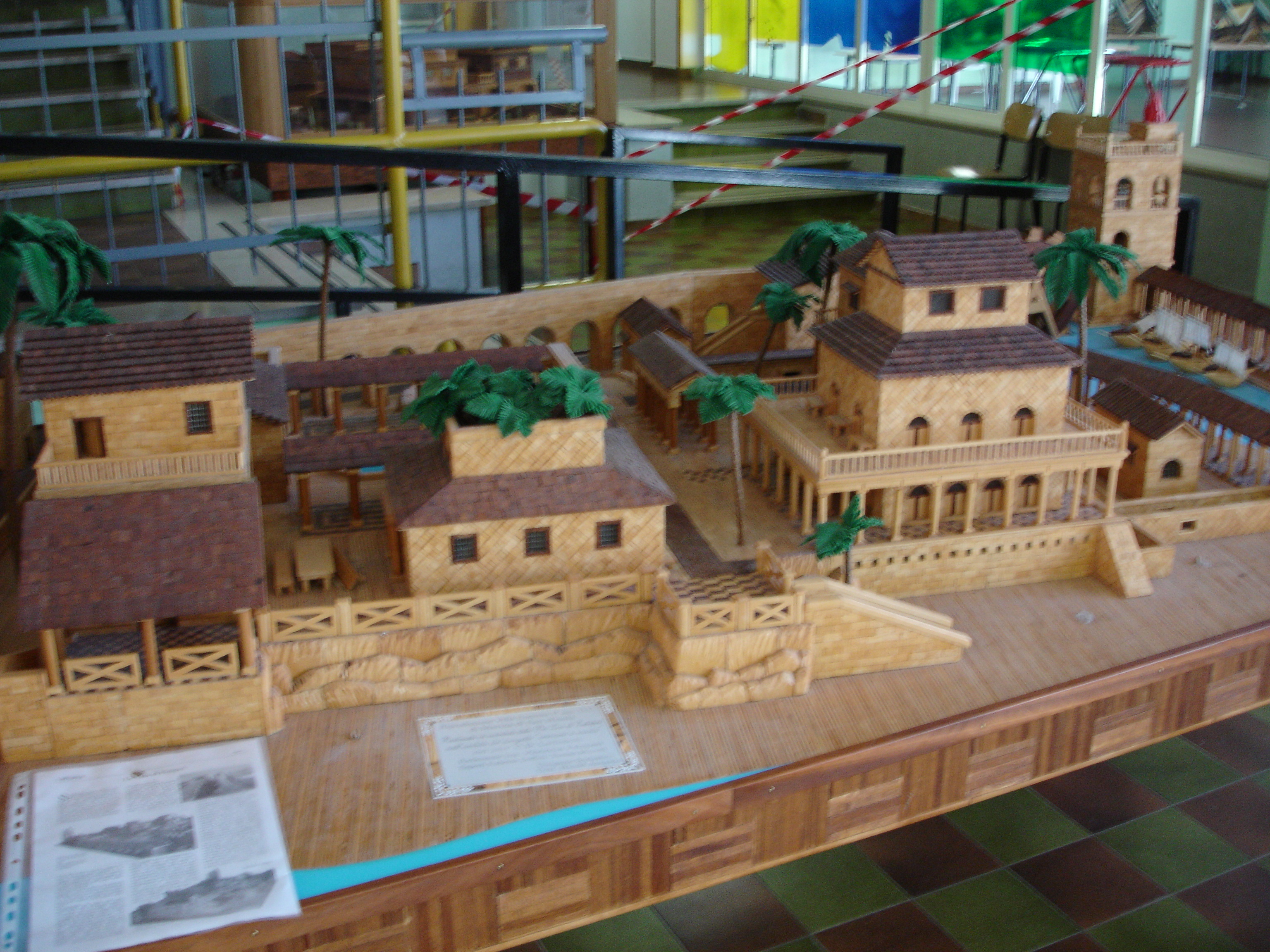
modellino della Villa di Pompeo

Sito archeologico di Marina di San Nicola, frazione del Comune di Ladispoli (RM), è la cosiddetta villa romana, delle rovine di una villa risalente al periodo augusteo (I secolo a.C.–I secolo d.C.), che si ritiene occupata fino all'età imperiale (IV–V secolo d.C.). Tradizione vuole che la villa fosse appartenuta a Gneo Pompeo Magno (106-48 a.C.), tanto che le rovine vengono chiamate anche La villa di Pompeo, ma non esistono prove certe di questo.
Della villa rimangono i portici con le colonne in mattoni ed alcuni ambienti decorati. Non accessibile al pubblico è il criptoportico, un lungo corridoio munito di piccole finestrelle (dette "a gola di lupo") che affacciano sul mare e che filtrano la luce del sole: il tutto crea un ambiente per passeggiare al riparo dalla luce forte del sole.
Un interessante settore della villa è caratterizzato dalla presenza di una turris, un edificio terrazzato da cui si poteva godere di una splendida vista sul mare. Questa era in pratica la zona dove il dominus si ritirava nelle ore di riposo. La turris era altresì munita di un portico che la collegava direttamente alla spiaggia.
In un'area della villa, ricca di marmi, era posta una statua bifronte, detta Erma di Marina di San Nicola, che attualmente è conservata al Museo nazionale etrusco di Villa Giulia a Roma. Realizzata nel II secolo d.C., la statua ritrae Egeo, padre di Teseo nella mitologia greca,
Nel novembre del 2004 il Comune di Ladispoli ha deciso di stanziare fondi per il restauro del sito archeologico.